# Viện Hannah-Arendt nghiên cứu về chủ nghĩa toàn trị
Viện Hannah-Arendt nghiên cứu về chủ nghĩa toàn trị (HAIT) là một hội tư nhân có đăng ký, hoạt động trong khuôn khổ trường đại học Kỹ thuật Dresden. Viện chuyên nghiên cứu về khoa học lịch sử, khoa học chính trị chủ yếu về chủ nghĩa toàn trị. Đề tài chính là nghiên cứu một cách hệ thống về chủ nghĩa Cộng sản và chủ nghĩa Quốc xã.

## Lịch sử
Ngay sau khi Tái thống nhất nước Đức quốc hội tiểu bang Sachsen, theo những yêu cầu của những người đứng đầu phong trào nhân dân trong nước Đông Đức (DDR), ra quyết định thành lập một viện nghiên cứu về cấu trúc chế độ toàn trị và những ảnh hưởng của nó đối với người dân và xã hội. Sau khi hoạch định xong, năm 1993 HAIT đã bắt đầu hoạt động. Tên viện được đặt theo bà Hannah Arendt, một nhà triết gia, nhà khoa học chính trị người Mỹ gốc Đức, người mà với tác phẩm „Những nguồn gốc của chủ nghĩa toàn trị“ (1951) góp phần đáng kể cho các nghiên cứu về chủ nghĩa toàn trị sau này.